# 퍼머넌트
n차 정사각행렬 A의 퍼머넌트(Permanent)는 다음과 같이 정의되어 있다.
{\displaystyle \operatorname {perm} (A)=\sum _{\sigma \in S_{n}}\Pi _{i=1}^{n}a_{i},\sigma (i)}
여기서 {\displaystyle \sigma }는 대칭군 {\displaystyle S_{n}}의 원소이다.
즉, 1부터 n까지 숫자들의 모든 순열에 대해 더한다.
일례로
{\displaystyle \operatorname {perm} {\begin{pmatrix}a&b\\c&d\end{pmatrix}}=ad+bc}
이고,
{\displaystyle \operatorname {perm} {\begin{pmatrix}a&b&c\\d&e&f\\g&h&i\end{pmatrix}}=aei+bfg+cdh+ceg+bdi+afh}
이다.